# Marc Aretusi
Marc Aretusi (Marcus Arethusius) fou l'autor d'una confessió de fe promulgada pel Tercer Concili de Sírmium el 359. Fou bisbe i finalment màrtir sota Julià l'Apòstata.